# Лагуна-Бланка (национальный парк)
Лагуна Бланка (исп. Parque Nacional Laguna Blanca) — национальный парк в Аргентине, недалеко от Сапалы.
Парк был создан в 1940 году для защиты лагуны и лебедей с черной шеей (Cygnus melancoryphus). Площадь парка — 112,5 км ². Лагуна находится в патагонской степи, в окружении холмов и ущелий, на территории вулканического поля Лагуна-Бланка.
Важную роль играют птицы национального парка. Здесь обитают птицы нескольких видов, птиц весьма много.
В лагуне раньше обитала самая большая из известных субпопуляций эндемичной лягушки Патагонии (Atelognathus patagonicus), но она была истреблена хищной рыбой. На данный момент вид существует в изолированных прудах в буферной зоне национального парка.
Рядом с лагуной находится пещера Саламанка, которую ранее населяли древние люди. Там можно увидеть наскальные рисунки, типичные для северной Патагонии. Были найдены артефакты, относящиеся к первобытным обществам.

## Климат

Карта заповедника Лагуна Бланка

В парке сухой и ветреный климат с большой суточной амплитудой температур. Летом средняя температура составляет 22° C, однако иногда температура может превышать 40° C. Средняя температура зимой — +5° С, иногда возможны температуры до −20°С. Зимой возможен снегопад. Количество осадков низкое, в среднем 150—200 мм в год. Большая часть осадков выпадает зимой.